# Das goldene Vlies

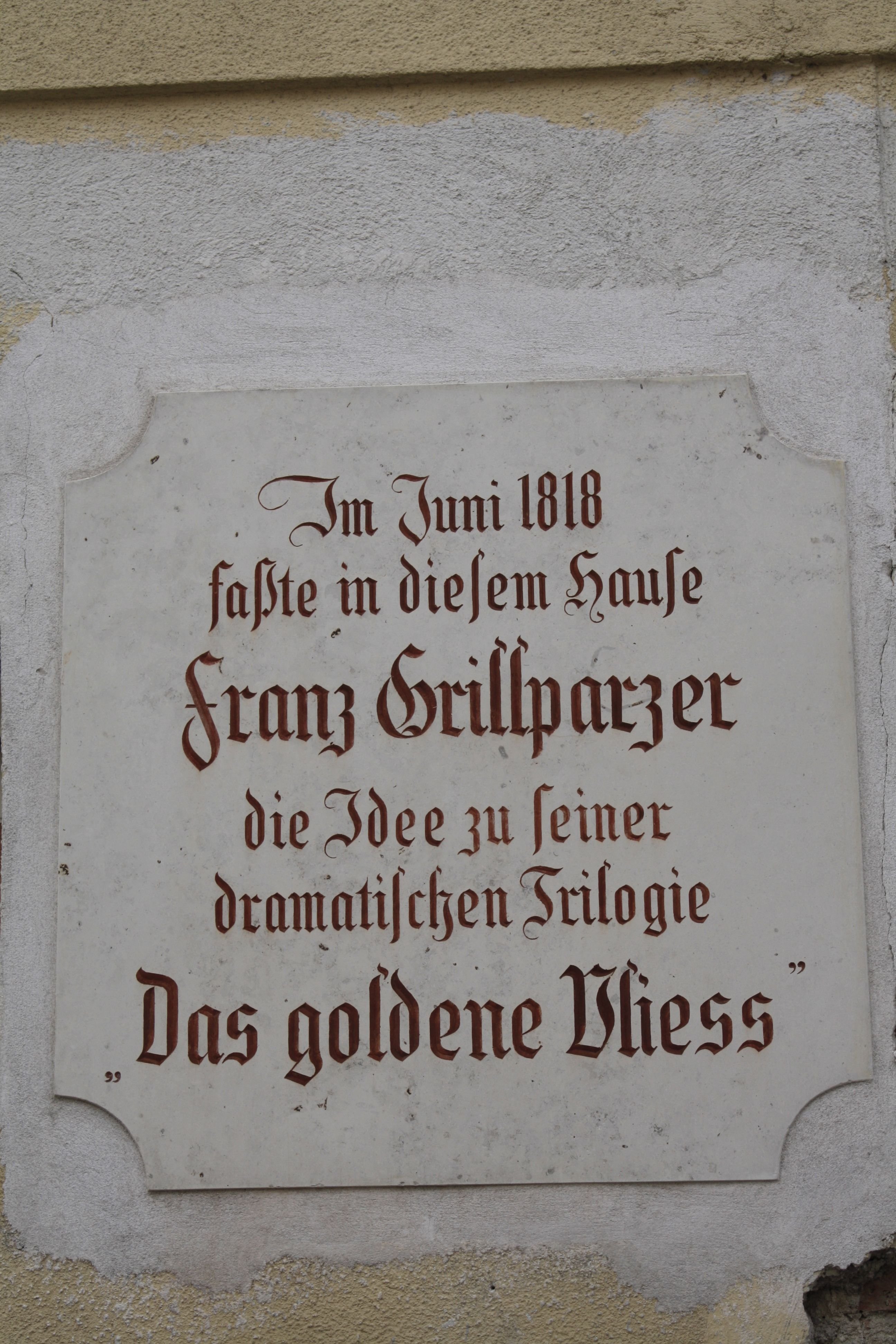
Plaque commémorative à Baden dans la maison de la Rollettgasse, où Grillparzer a vécu en 1818.

Das goldene Vlies (La Toison d'or en français) est un drame en trois parties (trilogie) de Franz Grillparzer de l'année 1819.
Il s'agit de l'œuvre la plus riche et variée de Grillparzer, inspirée des Argonautes antiques d'Apollonios de Rhodes et de Médée d'Euripide. La première représentation eut lieu les 26 et 27 mars 1821 à Vienne. 

## Partie 1 – L'hôte
Sous la haine de sa belle-mère, Phryxus, le fils du souverain grec, doit fuir son pays, volé de son héritage, sans attache et sans droit au trône. Pendant sa fuite lui apparaît à Delphes un Dieu inconnu qui lui remet la toison d'or en lui disant « Cherche la victoire et la vengeance ! »
Phryxus arrive à Colchide, ville habitée par un peuple barbare, où il souhaite construire sa nouvelle vie. A Colchide, il découvre une statue du Dieu lui étant apparu en Grèce. Il s'agit de Perronto, le Dieu des barbares installés à Colchide et de leur Roi. Ce dernier, Éétès, voit en Phryxus un étranger dangereux et le tue ainsi que ses compagnons en utilisant son innocente fille Médée. Celle-ci reconnait dans la mort de Phryxus que ce crime crapuleux et lâche de l'hôte repose désormais sur la toison.  Sous l'impulsion de sombres visions, Médée s'enfuit à la fin de la Partie 1 de la société barbare et de la maison de son père Éétès.

## Partie 2 – Les Argonautes
Jason, le fils du roi mort Éson, exige le trône lui revenant de son oncle Pélias. Rusé, ce dernier lui demande avant la transmission du pouvoir d'aller chercher la toison d'or à Colchide car lui-même est trop vieux pour venger Phryxus. À bord du bateau Argo Jason arrive à Colchide suivi et accompagné pour ce voyage des Argonautes dont parmi eux son ami proche Milo.
Éétés va chercher Médée avec son fils Absyrte dans une tour abandonnée où elle vit avec ses servantes. Il la convainc de l'aider à nouveau à repousser les étrangers. Médée accepte à contre cœur et rencontre Jason trois fois au cours de l'intrigue. Elle lutte alors contre son amour pour cet étranger mais cet amour finit par dépasser sa volonté d'être loyale à Colchide. Elle protège Jason des barbares et s'oppose à sa famille en menant l'ennemi jusqu'à la toison d'or et en acceptant de devenir la femme de Jason. 
À la fin de la partie 2, Médée est rejetée par sa famille, Absyrde se suicide et Jason rentre en Grèce avec la toison d'or, Médée et sa nourrice Gora pour accéder à son trône.

## Partie 3 – Médée
La troisième et dernière partie de la trilogie „Das goldene Vlies“ est le récit du retour du chef des Argonautes Jason avec sa femme Médée, ses deux enfants et la nourrice à Corinthe chez le Roi Créon, où il demande l'hospitalité. Jason y retrouve son ancien amour pour la fille du roi Créuse, qui s'occupe alors si chaleureusement des deux enfants de Jason que Médée en devient jalouse. Elle se sent d'ailleurs comme une marginale en Grèce. Finalement Créon veut renvoyer Médée tout en gardant avec lui Jason et les enfants. Médée finit par être expulsée. Elle charge sa nourrice de tuer Créeuse et tue ses deux enfants de ses propres mains à cause de son déchirement intérieur. Ensuite à la fin du drame, Médée apporte la toison d'or au Sanctuaire d'Apollon à Delphes.

## Représentations
Le drame fut joué en 2004 au Burgtheater de Vienne et nommé pour quatre prix autrichiens de théâtre Nestroy, Birgit Minichmayr et Stephan Kimmig en ayant reçu deux pour interprétation et mise en scène.
Le 5 mai 2007, la première de Médée fut donnée au théâtre de Leipzig (mise en scène de Robert Schuster). Lors de cette représentation, les trois parties de Das goldene Vliess furent jouées.

## Autre
En 1958 la Medeagasse fut nommée ainsi dans le quartier Favoriten de Vienne d'après la trilogie. 